# Varnostni svet Združenih narodov
Varnostni svet Združenih narodov je eden izmed petih glavnih organov Organizacije Združenih narodov (OZN). Njegova naloga je ohranjanje miru in varnosti v svetu. Šteje 15 članic, od katerih je 5 stalnih (ZDA, Združeno kraljestvo, Francija, Ljudska republika Kitajska in Rusija). Ostale se imenujejo nestalne članice in jih za obdobje 2 let izvoli Generalna skupščina OZN. Za sprejem odločitve zadostuje, da se strinja 9 od 15 članic, med katerimi mora biti vseh 5 stalnih članic – torej imajo te pravico veta. 
Varnostni svet lahko določi kulturne ali ekonomske sankcije proti državam med krizami ali vojno, odloča o tem, kdo koga lahko napade, pošilja misije na problematična območja, itd. Resolucije Varnostnega sveta so za razliko od drugih resolucij zavezujoče. Njegovo delovanje nadzira Generalna skupščina OZN.
Slovenija je za članstvo v Varnostnem svetu doslej kandidirala trikrat, od tega je bila izvoljena dvakrat: v mandatih 1998–1999 in drugič za leti 2024–25.

## Članstvo

### Stalne članice
Varnostni svet ima pet stalnih članic, ki so bile na začetku izbrane zmagovite države v drugi svetovni vojni:
- Republika Kitajska
- Francija
- Sovjetska zveza
- Združeno kraljestvo
- ZDA

Dve od teh držav, republiko Kitajsko in Sovjetsko zvezo, sta kasneje zamenjali njuni pravni naslednici, čeprav 23. člen ustanovne pogodbe ZN ni bil ustrezno popravljen:
- Ljudska republika Kitajska (leta 1971, Tajvan kot predstavnik nacionalistične Čankajškove Kitajske pa je izgubil članstvo v ZN)
- Rusija (leta 1991, ob razpadu Sovjetske zveze)

Vsaka od petih stalnih članic ima pravico do veta na katerokoli resolucijo varnostnega sveta.

### Nestalne članice
Za dvoletni mandat, ki se začne 1. januarja, je izvoljenih še 10 držav, vsako leto se jih zamenja po 5. Države so izbrane po regionalnih skupinah po opredelitvi OZN. Afriška skupina izbere tri članice, Latinska Amerika in Karibi, Azija in skupina, v katero spadajo zahodna Evropa in druge države, vsaka po dve članici, vzhodnoevropska skupina pa eno. Poleg tega je ena od članic arabska država, izvoljena pa je izmenično iz azijske in afriške skupine.
Trenutne nestalne članice so:
- z mandatom od 1. januarja 2023 do 31. decembra 2024:
  1.  Ekvador – Latinska Amerika in Karibi
  2.  Japonska – Azija in Pacifik
  3.  Malta – Zahodna Evropa in druge
  4.  Mozambik – Afrika
  5.  Švica – Zahodna Evropa in druge
- z mandatom od 1. januarja 2024 do 31. decembra 2025:
  1.  Slovenija – Vzhodna Evropa
  2.  Gvajana – Latinska Amerika in Karibi
  3.  Sierra Leone – Afrika
  4.  Alžirija – Afrika
  5.  Južna Koreja – Azija in Pacifik